# Fernando Garibay
Fernando Garibay er en mexicansk musikproducer, DJ og sangskriver, som bl.a. har arbejdet med Lady Gaga, Enrique Iglesias og Britney Spears. Han var musical director for Lady Gaga ifm. sangerindens tredje album, Born This Way. Garibay har været nomineret til fire Grammyer.